# Phrynarachne marmorata
Phrynarachne marmorata is een spinnensoort uit de familie van de krabspinnen (Thomisidae).
De wetenschappelijke naam van de soort werd in 1899 gepubliceerd door Reginald Innes Pocock.